# اچو (اورگن)
اچو (به انگلیسی: Echo) شهری در شهرستان لینکلن ایالت اورگن است و در سرشماری سال ۲۰۱۱ میلادی، ۶۹۰ نفر جمعیت داشته که نسبت به سال ۲۰۱۰، ۰٫۱۴ درصد رشد جمعیت داشته‌است.